# Rhopilema esculentum
Rhopilema esculentum  (лат.) — вид сцифоидных медуз из семейства Rhizostomatidae отряда корнероты (Rhizostomeae).  Они обитают в тёплых и умеренных водах Тихого океана. Популярный морепродукт в Юго-Восточной Азии. В 1980-х годах в Китае были проведены исследования по аквакультуре, и теперь их разводят в прудах этой страны, а затем выпускают в море, чтобы они выросли до размеров, пригодных для добычи.

## Внешний вид и строение
Как и у других представителей отряда корнероты, у Rhopilema esculentum на стадии медузы нет щупалец по краю колокола. Вместо этого под колоколом у неё есть восемь сильно разветвлённых ротовых лопастей, сросшихся у основания, с многочисленными вторичными ротовыми отверстиями. Колокол жёсткий, прочный и толстый, с гладкой поверхностью. Обычно он окрашен в красный цвет.

## Распространение и среда обитания
Rhopilema esculentum встречается на западе Японии, в Бохайском, Жёлтом, Восточно-Китайском и Северо-Малайском морях. Дрейфует по течению и в безветренную погоду встречается у поверхности. С приливом они приближаются к берегу, а во время отлива оказываются в открытом море.

## Аквакультура и добыча
Ежегодно с мая по июнь миллионы выращенных в прудах медуз с диаметром колокола около 12,5 миллиметров выпускают в подходящие места, такие как залив Ляодун в провинции Ляодун, Китай. Они быстро растут, и разрешения на ловлю выдаются примерно через два месяца, причём оптимальный период ловли приходится примерно на середину августа. Угодья для добычи этих медуз представляют собой неглубокие полузакрытые бухты с большими приливными потоками, притоками пресной воды и обильным кормом. Средний вес выловленной медузы составляет 2,5 кг, а в 2005 году коэффициент восстановления выращенных медуз составил 3,2%, при этом всего было выловлено 12 500 тонн выращенных медуз. Максимальный диаметр колокола медузы составляет около 70 сантиметров в середине сентября, после чего колокол начинает сжиматься.

## Использование в пище
Rhopilema esculentum – популярный продукт питания в Китае и других странах Южной и Восточной Азии. Её можно есть сырой, она хрустит на зубах. Приготовление медузы требует навыков, поскольку она сжимается при температуре выше 50 °C. Обычно её сохраняют путём обработки растворами квасцов и соли. Перед приготовлением излишки соли необходимо удалить. На рынке Китая доступны различные продукты для медуз, в том числе  продукты, имитирующие медуз, изготовленные в основном из альгината натрия.

## Использование в медицине
Традиционная китайская медицина рекомендует употреблять эту медузу для лечения артрита, высокого кровяного давления, астмы, ожогов, язв и других заболеваний; однако для проверки этих утверждений необходимы дальнейшие исследования. Было показано, что белок, выделенный из Rhopilema esculentum, обладает антиоксидантными и инсектицидными свойствами. Протеомный анализ показал, что яд Rhopilema esculentum состоит из большого количества предполагаемых токсинов, включая белки, содержащие домен ShKT и домен Kunitz, которые могут найти применение в медицине.